# Eien no Koi
Singles de Yui Sakakibara
Koi no Honoo
(2008) Try Real!
(2008)
Eien no Koi est le 12e single de Yui Sakakibara sorti sous le label LOVE×TRAX Office le 24 septembre 2008 au Japon. Il arrive 64e à l'Oricon, il reste classé 2 semaines pour un total de 1 817 exemplaires vendus.
Eien no Koi a été utilisé comme thème de fermeture pour le jeu vidéo Kanokon Esuii sur PlayStation 2 et Natsu no Inori comme thème. Eien no Koi et Natsu no Inori se trouvent sur la compilation You♡I -Sweet Tuned by 5pb.-.

## Liste des titres
Toutes les paroles sont écrites par Hazuki Mico.
| 1. | Eien no Koi (永遠の恋)                   | Sawamura Shun   | 5:31 |
| 2. | Natsu no Inori (夏の祈り)                | Hamata Tomoyuki | 5:50 |
| 3. | Eien no Koi (Instrumental) (永遠の恋)    | Sawamura Shun   | 5:30 |
| 4. | Natsu no Inori (Instrumental) (夏の祈り) | Hamata Tomoyuki | 5:47 |

| 1. | Eien no Koi (永遠の恋) |  |